# Dimitrios Arauzos
Dimitrios Arauzos, gr. Δημήτριος Αραούζος (ur. 19 lutego 1961 w Nikozji) – cypryjski lekkoatleta, uczestnik Letnich Igrzysk Olimpijskich 1984.
Wystartował w skoku w dal. W rundzie eliminacyjnej zajął 30. miejsce z wynikiem 5.67 (nie zakwalifikował się do finału).

## Rekordy życiowe
- Skok w dal - 7.86 (1982)